# Orimarga rubrithorax
Orimarga rubrithorax là một loài ruồi trong họ Limoniidae. Chúng phân bố ở vùng nhiệt đới châu Phi.